# Cal Temporal (Vilobí del Penedès)
Cal Temporal és una obra de Vilobí del Penedès (Alt Penedès) inclosa a l'Inventari del Patrimoni Arquitectònic de Catalunya.

## Descripció
Cal Temporal està situada al nucli urbà de Bellver, prop de la Capella de Sant Pere. És un edifici entre mitgeres format per planta baixa, pis i golfes. La coberta és a dues vessants. La façana presenta una composició simètrica amb coronament ondulat. Cal destacar l'ornamentació de la façana, amb motllures que representen motius florals i coronament ondulat.

## Història
Cal Temporal va ser construïda a principis del segle xx. La porta d'accés ha estat reformada.